# هاني (بلدة)
هاني (بالكردية: Hênê) هي بلدة كردية ومديرية في محافظة ديار بكر في تركيا. بلغ عدد سكانها 8146 نسمة في عام 2010.

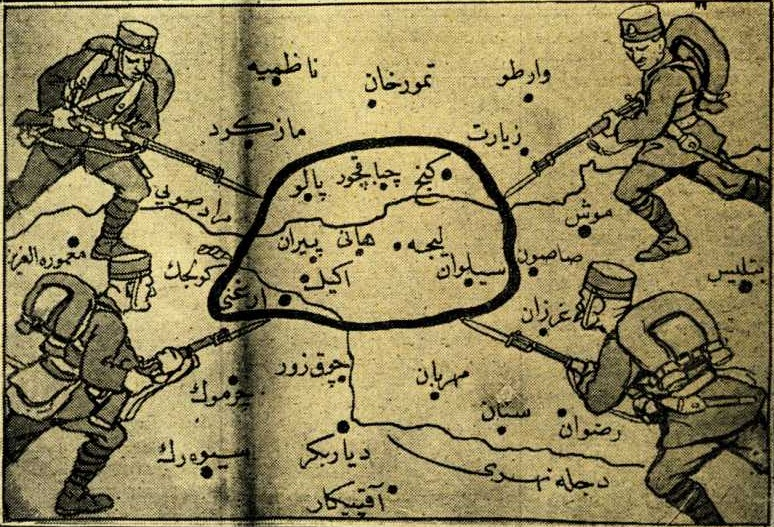
هاني ضمن المناطق المستهدفة من قبل الجيش التركي خلال ثورة الشيخ سعيد

## التاريخ
شارك سكان هاني في ثورة الشيخ سعيد في عام 1925 مما أدى لاحقًا إلى وضع البلدة تحت المراقبة من قبل الدولة.